# San Giovanni Battista de Rossi
San Giovanni Battista de Rossi ist eine römisch-katholische Kirche an der Via Cesare Baronio im Stadtviertel Appio-Latino im VII. Municipio von Rom.
Sie ist benannt nach dem heiligen Giovanni Battista de Rossi (1698–1764). Die Kirche wurde 1938 von Papst Pius XII. in Auftrag gegeben; Architekt war Tullio Rossi. Aufgrund des Zweiten Weltkrieges konnte der Kirchenbau erst am 22. Mai 1965 eingeweiht werden. Am 23. Mai 1965 wurden die Reliquien von Giovanni Battista de Rossi aus der Kirche Santissima Trinità dei Pellegrini in einem festlichen Akt durch Luigi Kardinal Traglia, Generalvikar von Rom, überführt. Am 29. April 1969 ernannte Papst Paul VI. die Kirche zu einer Titelkirche der römisch-katholischen Kirche.

## Kardinalpriester
- 1969–1998: John Joseph Kardinal Carberry (1904–1998), Erzbischof von Saint Louis (USA)
- 2001–2015: Julio Kardinal Terrazas Sandoval CSsR (1936–2015), Erzbischof von Santa Cruz de la Sierra (Bolivien)
- seit 2016: John Ribat MSC, Erzbischof von Port Moresby (Papua-Neuguinea)